# Karina Fulladosa Leal
Karina Fulladosa-Leal és una investigadora social i activista de Sindillar/Sindihogar. És doctorada per la Universitat Autònoma de Barcelona (UAB) en psicologia social amb la tesis: Mujeres en movimiento: ampliando los márgenes de participación social y política en la acción colectiva como trabajadoras del hogar y el cuidado (2017) La seva investigació se centra en un dels aspectes que emergeixen a partir del nou reordenament geopolític i que té a veure amb la divisió sexual, social i internacional dels treballs de reproducció. Això ha portat a la feminització de la migració i la inserció de les dones en múltiples circuits de cura, travessats per un context complex de discriminació caracteritzat per l'explotació, la pobresa, la desigualtat, els prejudicis i la informalitat.
La seva principal aportació ha estat el concepte de “mimopolítica” que fa referència a un conjunt de pràctiques que tenen a veure amb la política de la cura en involucrar-se afectiva i políticament en processos de transformació social i reivindicació de condicions dignes de treball i vida.
És autora de diversos articles: “Una aproximación a los procesos de subjetivación de las trabajadoras del hogar y el cuidado sindicalizadas” 2013. “Creando puentes entre la formación y la creatividad: Una experiencia de investigación activista feminista” 2014, “Sindicalismo: continuidad o ruptura. Reflexiones compartidas en torno a la acción colectiva con las trabajadoras del hogar y el cuidado” entre d'altres.
És membre del grup Fractalidades en Investigaciones Críticas (FIC). Dins de les seves inquietuds tant socials com humanes es dedica a acompanyar processos vitals com a terapeuta bioenergètica coneixements que aplica a la seva quotidianitat.
Actualment forma part de la junta del Centre de Dones Francesca Bonnemaison – La Bonne.